# Epilobium royleanum
Epilobium royleanum är en dunörtsväxtart som beskrevs av Heinrich Carl Haussknecht.
Epilobium royleanum ingår i släktet dunörter, och familjen dunörtsväxter. Inga underarter finns listade i Catalogue of Life.